# Carthamus tinctorius
Carthamus tinctorius é uma espécie de planta com flor pertencente à família Asteraceae. 
A autoridade científica da espécie é L., tendo sido publicada em Species Plantarum 2: 830. 1753.
Os seus nomes comum são açafrão-bastardo, açafroa, açafrol, cártamo, açafrão-agreste, açafrão-dos-tintureiros ou açafrão-bravo.
A palavra "carthamus" vem do árabe "kurthum" que, por sua vez, vem do hebraico "kartami" que significa "tingir".

## Descrição

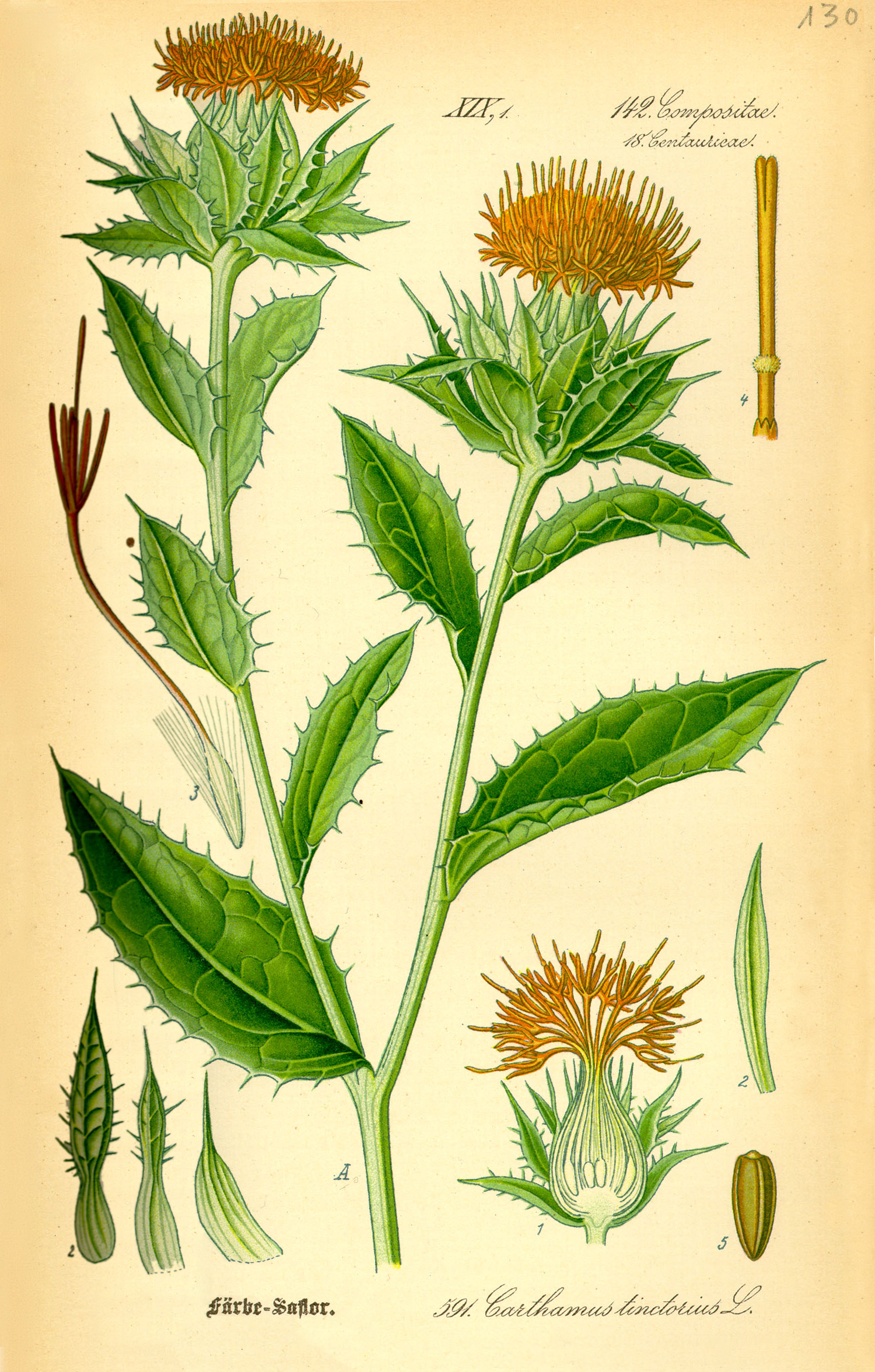
Ilustração de Carthamus tinctorius

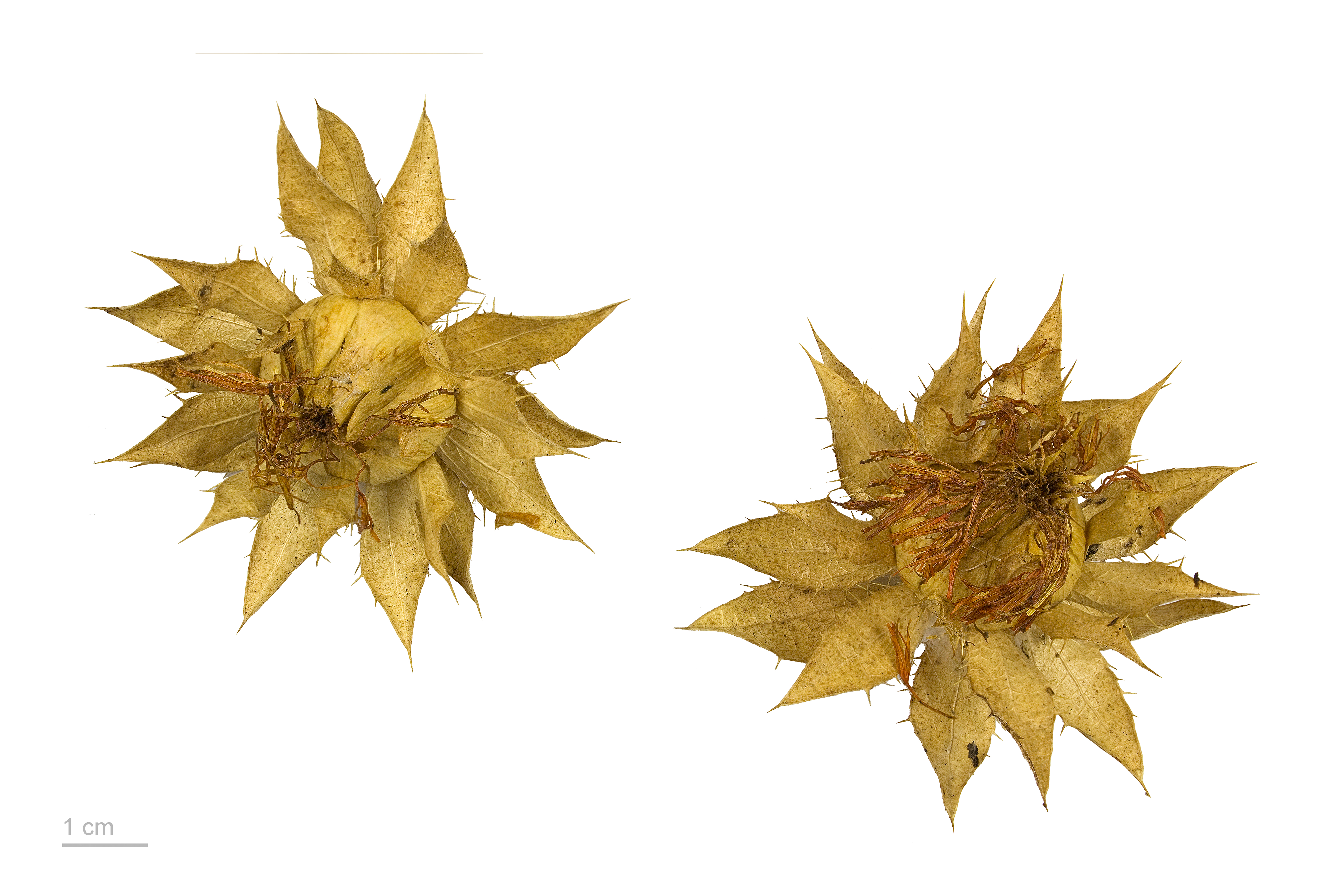
Carthamus tinctorius - MHNT

É uma planta bulbosa semelhante ao açafrão, geralmente com muitos longos afiados espinhos nas folhas, e com as suas propriedades, mas não tão desenvolvidas.
As plantas são de 30 a 150 cm de altura com ápices de flores globulares e comumentes, flores amarelas, alaranjadas ou vermelhas, que florescem em julho. Cada filial terá geralmente de um a cinco ápices de flores contendo 15 a 20 sementes por ápice. O açafrão-bastardo tem uma raiz forte, que lhe permite prosperar em climas secos, mas a planta é muito suscetível à geada que atrasa no crescimento dos caules.

## Usos
Tradicionalmente, a safra foi cultivada por suas sementes, utilizadas para coloração e aromatização de alimentos, de medicamentos, e fazer corantes amarelo e vermelho (cartamina), especialmente antes de tinturas de anilina mais baratas se tornarem disponíveis. Nos últimos cinquenta anos ou mais, a planta vem sendo cultivada principalmente para o óleo vegetal extraído de suas sementes. Em abril de 2007, foi comunicado que açafrão geneticamente modificado foi criado para criar insulina.
Óleo de açafrão-bastardo é insípido e incolor, e nutricionalmente semelhante ao óleo de girassol. Ele é usado principalmente como um óleo de cozinha, na limpeza de saladas, e para a produção de margarina. Também pode ser tomado como um suplemento nutricional. Seu óleo também é utilizado na pintura, em substituição ao óleo de linhaça, principalmente com o branco, pois não tem o tom amarelo que o óleo de linhaça possui.
Sua nomenclatura na INCI é Carthamus tinctorius.
Flores de açafrão-bastardo ocasionalmente são utilizadas na culinária como um substituto mais barato para o açafrão, e são, portanto, por vezes referidas como "açafrão bastardo". Sementes de açafrão-bastardo também se utilizam bastante como uma alternativa para alimentar os pássaros, pois os esquilos não gostam do seu sabor.
O óleo de gergelim aquecido com pedaços da planta é usado para tratar dores reumáticas e artrite.
A empresa farmacêutica SemBioSys Genetics está usando açafrão transgênico para produzir insulina humana à medida em que cresce a demanda mundial pelo hormônio. A insulina humana derivada desta planta ainda não está disponível para consumo.
Existem dois tipos de açafrão-bastardo que produzem diferentes tipos de óleo: uma alta em ácidos graxos monoinsaturados (ácido oleico) e os outros altos em ácidos graxos poliinsaturados (ácido linoléico). Atualmente o mercado de óleo predominante é para o primeiro, que o teor de gorduras saturadas é menor que o do azeite, por exemplo.
Lana é uma cepa de açafrão-bastardo que cresce no sudoeste dos Estados Unidos, mais notavelmente em Arizona e Novo México.

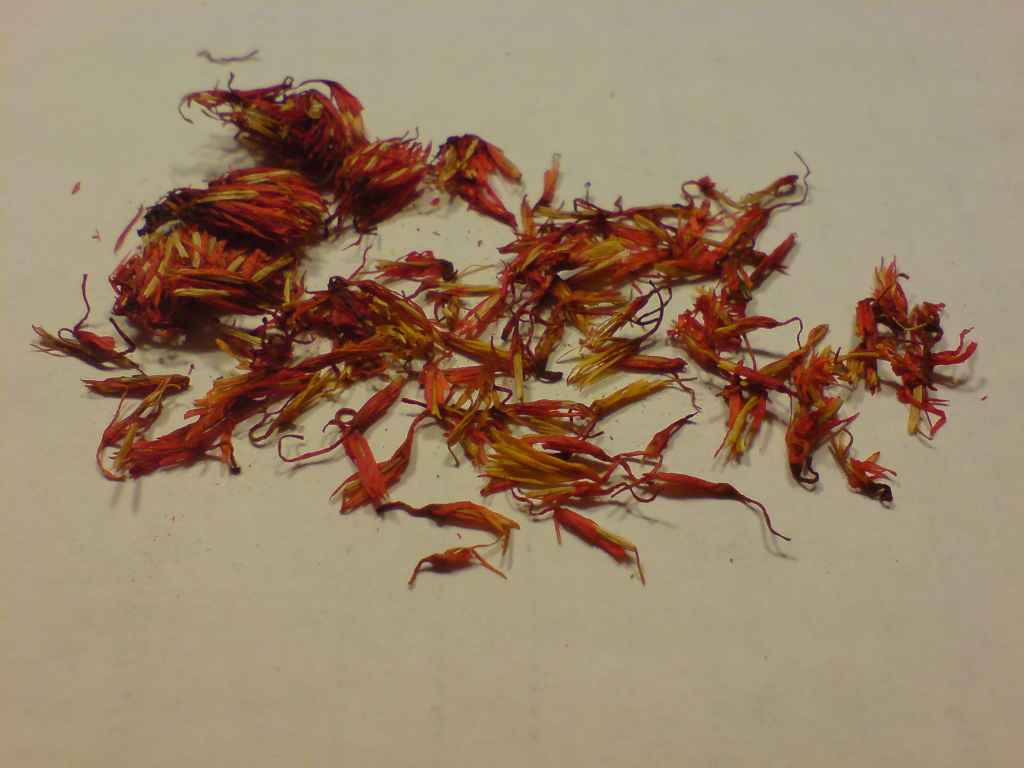
Açafrão-bastardo comprado em um mercado na Turquia

Em corantes têxteis, flores secas de açafrão são utilizados como corante têxteis naturais. Corantes naturais provenientes de plantas não são amplamente utilizados na indústria, mas ele está ficando mais importante do mundo por causa da grande naturalidade e tendências da moda. A matéria colorida em cártamo, benzoquinona é baseado na cartamina, por isso é um corante natural do tipo quinona . É um corante direto (CI Natural Red 26) e solúvel. Cores amarela, mostarda, caqui, verde-oliva ou mesmo vermelha podem ser obtidas sobre os têxteis, mas é maioritariamente utilizado para tons de amarelo. Todas as fibras hidrofílicas (todas as fibras naturais, como algodão, lã, etc) podem ser tingidos com esta planta, já que pode ser classificado como um corante direto. Poliamida também pode ser tingido sem um agente mordente por causa de sua lã, como a estrutura química. Poliéster, poliacrilnitril e outras que são fibras hidrofóbicas e sintéticas podem ser tingidos só na existência de um mordente.
Na Índia, onde é conhecido como "kusumba", o cártamo é muito usado na medicina popular: de suas flores secas é preparado um chá para tratar a icterícia. Na medicina tradicional chinesa o Carthamus tinctorius é conhecido como hóng huā (红花), com um amplo espectro de efeitos farmacológicos tem sido utilizado para tratar dismenorreia, amenorréia, dor e tumefação abdominal pós-parto, traumas e dor nas articulações.

## História
Cártamo é uma das mais antigas culturas da humanidade. A análise química de antigos produtos têxteis egípcios identifica corantes feitos de cártamo, e guirlandas feitas de cártamos foram encontrados na tumba do faraó Tutankhamon.
Açafrão-bastardo também era conhecido como cartamina no século 19. É uma safra menor, hoje, com cerca de 600.000 toneladas produzidas comercialmente em mais de sessenta países em todo o mundo. Índia, Estados Unidos e México são os principais produtores, com a Etiópia, Cazaquistão, China, Argentina e Austrália.

## Portugal
Trata-se de uma espécie presente no território português, nomeadamente em Portugal Continental, no Arquipélago dos Açores e no Arquipélago da Madeira.
Em termos de naturalidade é introduzida nas três regiões atrás referidas.

## Protecção
Não se encontra protegida por legislação portuguesa ou da Comunidade Europeia.